# Estació de Roquetes
Roquetes és una estació de la L3 del Metro de Barcelona situada sota el barri de Roquetes al districte de Nou Barris de Barcelona i es va inaugurar el 4 d'octubre de 2008 amb la prolongació entre Canyelles (capçalera de la Línia 3 fins al 4 d'octubre del 2008) i Trinitat Nova (on la L3 enllaça amb les L4 i L11).
Disposa de dos vestíbuls, un a la cruïlla del carrer Jaume Pinent i del carrer de les Torres i un altre sota el nou parc de Roquetes, a l'entorn del carrer Vidal i Guasch. El primer vestíbul és de 255m2 i té accessos distribuïts al llarg del carrer: una escalinata, un ascensor i una llarga escala mecànica (amb dos trams) per sortir al carrer. Aquest vestíbul disposa de dos grups de barreres tarifàries i màquines de venda de bitllets. El segon vestíbul se situa al nivell del carrer i disposa de màquines de venda de bitllets i barreres tarifàries. Els trens circulen per un nivell inferior, a 50 metres de profunditat (l'estació de metro en servei l'any 2008 a més fondària) format per una andana central de 8 metres d'amplada i 100 metres de llargada. A cada extrem de l'andana s'hi situa un grup d'escales mecàniques, una escalinata i un ascensor que condueixen al passadís que desemboca al pou on se situen ascensors de gran capacitat per pujar als vestíbuls. Al vestíbul del carrer de les Torres el pou té 18 metres de diàmetre i hi ha 3 ascensors i al vestíbul de Vidal i Guasch el pou fa 24 metres de diàmetre i hi ha 4 ascensors. A cadascun dels ascensors hi caben 23 persones, es mouen a una velocitat de 2m/s i estan coordinats amb l'arribada dels trens. També hi ha escales fixes d'emergència per a emergències i evacuació.
Actualment Roquetes és l'estació més profunda de la xarxa del metro de Barcelona amb una profunditat mitjana de 56 metres sota terra. A causa d'aquesta profunditat s'accedeix a l'estació amb set ascensors d'alta capacitat. D'aquí a uns anys deixarà de ser l'estació més profunda perquè algunes estacions de la L9 arribaran a estar a 70 metres sota terra.
Antigament, Roquetes era una estació de la línia 4, l'actual estació de Via Júlia, situada sota la Via Júlia, entre els barris de Verdún i Prosperitat, que va canviar el nom amb l'ampliació de la línia 4 fins a Trinitat Nova, 
Inicialment l'actual estació de Roquetes s'havia d'anomenar Roquetes Alta.
| Metro de Barcelona     |           |                                              |               |                        |
| Procedència/Destinació | <         | Línia                                        | >             | Procedència/Destinació |
| Zona Universitària     | Canyelles | Logotip de la Línia 3 del metro de Barcelona | Trinitat Nova | Trinitat Nova          |

## Accessos
- Carrer Vidal i Guasch
- Carrer Les Torres